# 이슬람 페루즈
이슬람 살리예 페루즈(Islam Salieh Feruz, 1995년 9월 10일 ~ )는 스코틀랜드의 소말리아계 전 축구 선수이다.